# Cyclopodia truncata
Cyclopodia truncata är en tvåvingeart som beskrevs av Oskar Theodor 1959. Cyclopodia truncata ingår i släktet Cyclopodia och familjen lusflugor. Inga underarter finns listade i Catalogue of Life.